# La Modification
Pour le film, voir La Modification (film).
La Modification est un roman de Michel Butor publié en 1957 aux éditions de Minuit et ayant reçu le prix Renaudot la même année.

## Résumé
Léon Delmont se trouve dans un train qui va de Paris à Rome pour rejoindre sa maîtresse par surprise et lui annoncer qu'il va quitter sa femme et ses enfants pour qu'ils vivent ensemble à Paris. Durant les 21 heures de voyage qui les séparent, le lecteur est projeté dans la peau et les pensées de ce personnage, dans le wagon et les lieux changeants qui l'environnent, mais aussi dans ses souvenirs, ses projets, ses rêves et ses hallucinations. La Modification est le récit du changement qui va s'opérer chez ce personnage puisqu'à son arrivée à Rome, il ne verra même pas sa maîtresse et décidera, à la place, d'écrire un livre sur cette histoire.

## Analyse
Le roman est écrit au « vous », au sens d'un interlocuteur distant. Ce vouvoiement distancié incite le lecteur à s'identifier au personnage, à être concerné par les idées qui lui viennent sans cesse ou encore renvoie à l'idée de mise en abyme du personnage dans son propre récit.
Bernard Pingaud propose deux hypothèses quant à l'identité de cette voix narrative. Selon lui, il y a deux sujets distincts interpellés par le « vous » narrateur. Il y aurait le sujet imaginaire Léon Delmont et de l’autre côté un sujet réel qui serait le lecteur. Il oscille ainsi soit entre le lecteur impliqué ou le sujet principal. L'instance narrative serait  universelle. La seconde hypothèse de Pingaud serait que pour Butor, la conscience qui émerge au fil du roman se construit par le langage, mais elle n’est pas encore présente dans le sujet.
La Modification peut être considéré comme un bon exemple du mouvement littéraire du Nouveau roman, mouvement des années 1950 en France, refusant de donner une place primordiale à l'intrigue et s'intéressant aussi à tout ce qui entoure l'histoire principale.
La Modification est composé de 9 chapitres : 3 chapitres pour chaque partie. Dans la première partie, les chapitres sont de longueur croissante. Dans la deuxième partie, ils sont d'égale longueur alors que dans la troisième partie ils seront de longueur décroissante. Il s'agit donc d'une architecture symétrique correspondant à une structure interne prédéterminée. À la fin de chaque chapitre, Léon Delmont sort du compartiment et au début du chapitre suivant, il y entre de nouveau. Le voyage en train est construit de manière à ne se concentrer que sur le personnage principal, c'est-à-dire dans la conscience de Léon Delmont. Le narrateur y évoquant, par récit analytique, les voyages passés et à venir du protagoniste.
Un aspect majeur de l'œuvre repose sur le rôle de l'espace géographique dans le développement psychologique du personnage. Le déplacement dans l’espace entraîne un changement dans la représentation que Léon Delmont se fait de lui-même. Le lieu est un ressort temporel pour le personnage. Le déroulement des gares, des kilomètres oriente la conscience du héros. La matérialité du train assaille la conscience du héros. De ce fait, cela occasionne un déplacement qui se fait grâce à cette contiguïté, du voyage matériel au vertige intérieur. Léon Delmont est, en quelque sorte pris, emporté par le train. Finalement, plus le train progresse, plus le présent se gonfle des souvenirs du passé, plus les indications géographiques extérieures se brouillent et le personnage sombre dans un vertige intérieur. Les indications des arrêts deviennent plus floues et Léon Delmont s’enfonce de plus en plus dans un espace flou. Le lieu advient comme un principe organisateur de la conscience du personnage. Il s'agit d’une représentation épique de l’espace.
Michel Butor reconnait le rapport entre espace réel et espace fictif car il s'interroge sur les processus à mettre en place afin de faire disparaître l'espace réel entourant le lecteur afin de l'amener à transgresser la frontière du réel vers la fiction. Les études sur La Modification,insistent sur l'importance de renversement entre espace réel et fictif par la nécessité du voyage intérieur que met en scène Butor.

## Éditions
- La Modification, Les Éditions de Minuit, 1957.